# آکبز
آکبز (به ترکی استانبولی: Akbez) شهری است در کشور ترکیه که در استان ختای واقع شده‌است. جمعیت این شهر بر اساس سرشماری سال ۲۰۰۸ میلادی ۸٬۹۵۶ نفر و بر اساس برآوردهای سال ۲۰۰۹ میلادی ۸٬۹۲۶ نفر می‌باشد.